# Dajalnik
Dajálnik (dátiv) je v slovenščini 3. sklon Označuje osebo, bitje ali stvar, ki se ji kaj daje. Isto pomenita tudi stara grško (ptosis dotike) in latinsko poimenovanje dativus).

### Raba dajalnika v slovenščini
V slovenščini dajalnik v stavku izraža:
- edini predmet: Ne vdajaj se slabim mislim., drugi predmet: Nesi očetu časopis. – Nogavice plete bratu. (V slednjem primeru govorimo o dajalniku koristi.)
- nosilca stanja ali poteka: Iti nam je domov. – Sanjalo se mi je o tebi. (imenovan tudi dajalnik logičnega osebka)
- pripadnost: Črni so mu lasje. (imenovan tudi svojilni dajalnik)
- čustveno zavzetost: Bodi mi zdrav. – To ti je bila dobra zabava. (imenovan tudi čustveni ali etični dajalnik)
- izpostavljeni stavčni člen: Janezu, temu se zahvali.
- ujemalni prilastek: ptici pevki.
- pristavek: Ivanu Cankarju, našemu velikemu pisatelju, smo posvetili proslavo.
- različna razmerja v zvezi s predlogi: Grem k stricu. – Proti večeru je prišel.